# Мадона у бунди
Мадона у бунди (тур. Kürk Mantolu Madonna) је роман турског аутора Сабахатина Алија. Књига је објављена је 1943. године. На српски језик преведена је 2020. у издању Службеног гласнику у преводу Мирјана Теодосијевић.
Књига говори о Раиф-ефендији, који живи бесмисленим животом све док не упозна жену по имену Марија Пудер. Књигу су у почетку критиковали многи критичари јер је „била само још једна љубавна прича“,  али је временом постала бестселер и обично се спомиње међу најбољим делима турске књижевности.  Превела га је на енглески Морин Фрили 2016. године, што је Сабахатина Алија учинило једним од два турска аутора који ће бити укључени у Penguin Classics,   заједно са Ахметом Хамдијем Танпинаром са његовом књигом The Time Regulation Institute.

## Позадина
Ћерка Сабахатина Алија, Филиз Али, у интервјуу за Би-Би-Си, изјавила је да је открила да је Марија инспирисана Сабахатиновим познананством из стварног живота. Сабахатин Али, као младић у Берлину 1920-их, познавао је жену по имену Марија. Међусобно су слали писма, а често су шетали заједно, повремено се држећи за руке. 
Писац је био противник и жртва тадашњег ауторитарног режима, који је, највероватније, одговоран за његову смрт под нерасветљеним околностима 1948. године. С друге стране, прича о несрећној љубави, нарочито ако је уверљива и суптилна као ова, опчињава читаоце широм света показујући да лепота и истина, као и књижевност, вечно трају.

## Радња
Радња се одвија у Анкари 1930-их. Наратор пролази кроз тешка времена незапослености и сиромаштва. Уз помоћ бившег пријатеља проналази посао као чиновник у једној фирми. Тамо, он дели своју канцеларију са човеком обичног изгледа, Раифом, кога назива „човеком који нас тера да се запитамо: 'За шта они живе? Шта проналазе у животу? Која логика их тера да наставе да дишу ?'" Док настављају да раде заједно, стварају пријатељство.
Једног дана, наратор сазнаје да се Раиф разболео и одлучује да га посети. Док разговарају, Раиф тражи од свог пријатеља да уништи свеску која је скривена у фиоци. Наратор узима свеску, чита неколико реченица и пита Раифа да ли може да је позајми на један дан. Раиф му дозвољава да задржи свеску, али каже да мора да је уништи након читања. Наратор одлази до свог дома и почиње да чита свеску.
Наратор упознаје млађег Раифа док чита свеску. Пре десет година, Раифа је његов отац послао у Берлин да научи вештину прављења сапуна, а затим се вратио у свој дом у Хаврану да постане управник породичних фабрика сапуна. Али њега не занима прављење сапуна, па дане проводи читајући и лутајући улицама. Једног дана улази на уметничку изложбу где види портрет жене. Толико је импресиониран женом на портрету да се после тог дана враћа на изложбу све док се сликарка Марија Пудер не представи Раифу. Први сусрет прође незгодно и Раиф напушта изложбу.
Нешто касније, Раиф види жену у бунди коју брзо препознаје док шета улицама Берлина ноћу. Он прати жену до бара под називом "Атлантик" и сазнаје да је она извођачица у бару. После њене емисије, Марија седи поред Раифа и они стварају интензивно платонско пријатељство. Почињу да проводе много времена заједно. Раиф је јако заљубљен у Марију, али није сигуран да ли се она осећа исто, па се суздржава. Открива се да је Марија одрасла без оца и да стога игра мушку, доминантну улогу у вези; док је Раиф наивнији. Марија јасно даје до знања да не жели романтичног партнера.
Божићну ноћ проводе заједно, пијући алкохол и плешући. Раиф прати пијану Марију до њеног дома, брине о њој и ујутру се буде једно поред другог. Они се посвађају, а Марија тражи од Раифа да напусти њену кућу. Раиф хода сатима, нема појма куда иде. Завршава у Ванзеу, а мисли су му заокупљене питањима интимности и смисла живота док размишља како су Хајнрих фон Клајст и његова љубавница заједно извршили самоубиство на самом погледу, и он одлучује да се врати у Маријину кућу. Тамо сазнаје да је Марија била прилично болесна, а пошто је њена мајка напустила њихов дом да би отишла у Праг, хоспитализована је.
Раиф жури у болницу и моли да уђе. Тамо проналази болесну Марију, која је коначно уверена да Раиф није као ниједан други мушкарац и да је заправо заљубљен у њу. Марија признаје да воли Раифа. Следећих месец дана проводе у болници док не одлуче да напусте болницу ради кућне неге.
Марија убрзо враћа снагу, али Раиф сазнаје да му је отац умро и одлучује да треба да оде у Хавран. И Марија одлучује да напусти Берлин да живи са својом мајком у Прагу, док се Раиф не настани у Турској и позове је да живи са њим. Када коначно стигне у Турску, види да су његови зетови преузели велики део наследства. Дато му је „пустош“ за фарму. Док ради у својим пољима маслина, једини извор радости су му Маријина писма, док једног дана писма не престану да стижу. У једном од последњих писама Марија каже да има изненађење које ће открити када се виде лицем у лице. Када престане да шаље писма, Раиф мисли да га је и Марија издала и да му је сломљено срце. Изгубио је вољу за животом и на крају се оженио женом која јој се не свиђа и живи са њом између намештаја који је купио за Марију. Он сматра да ако је и његова Марија хтела да га изда, онда ниједна особа на овој Земљи није вредна његовог поверења и отуђује се од друштва. Раиф налази посао као преводилац за немачки у дрвној фирми.
Десет година касније, стари познаник Раифа из Берлина, који је такође Маријин рођак, среће Раифа у Анкари, са дететом поред ње. Она открива да је Марија умрла од болести пре девет година, а да је оставила девојчицу, чији је отац био "Турчин кога је одбила да именује" и одлази. На самрти, Раиф умире од кривице што не верује Марији и жали што се отуђио.
Следећег дана, наратор одлази у Раифову кућу да врати свеску и разговара, али Раиф је умро. Наратор одлази у њихову канцеларију, седа на Раифов сто и још једном чита свеску.

## Филмска адаптација
Међународни филм Љубав у Вијетнаму, заснован на роману, најављен је на Филмском фестивалу у Кану 2024. У њему се појављују индијски глумци Шантану Махешвари и Авнит Каур, поред вијетнамске глумице Kha Ngan. Режирао га је Rahhat Shah Kazmi, а продуцирао Omung Kumar, филм означава прву сарадњу Индије и Вијетнама. Филм је тренутно у продукцији.  